# Eduardo Melo Peixoto
Eduardo Melo Peixoto, mais conhecido por Cónego Melo (Braga, 30 de outubro de 1927 – Santuário de Fátima, 19 de abril de 2008 (80 anos) foi um sacerdote português, que foi Deão do Cabido da Sé de Braga e Vigário-geral da Arquidiocese de Braga e um activista anti-comunista. Foi acusado no envolvimento de terrorismo de extrema-direita e suspeito de  envolvimento na morte do padre Max e de Maria de Lurdes, vítimas de um atentado bombista, em 1976, mas nunca viria a ser acusado.

## Papel de Cónego Melo durante o PREC
Voz activa contra os acontecimentos em Portugal durante o período pós-Revolução dos Cravos, em especial durante o chamado Verão Quente, tornando-se conhecido por combater os movimentos comunistas no pós 25 de Abril. Nessa altura terá sido um dos fundadores do  "Movimento da Maria da Fonte", tendo sido indicado pelo Arcebispo de Braga D. Francisco Maria da Silva, após uma humilhação sofrida pelo prelado, numa revista efectuada pelo Copcon, no Aeroporto de Lisboa. São também conhecidas as ligações ao MDLP - grupo militar anti comunista, formado a partir de apoiantes de Antonio Spínola, derrotados no 11 de Março de 1975 e responsável por inúmeros atentados à bomba, maioritariamente, a norte e  contra sedes partidárias do PCP e outros partidos de extrema esquerda, entre 1975 e 1976.
A Assembleia da República prestou-lhe homenagem, e no voto de pesar, aprovado em sessão após a sua morte com os votos favoráveis do CDS-PP e do PSD, a abstenção da maioria dos deputados socialistas e o voto contra do PCP, BE e PEV, podia ler-se "em 1975 teve um papel decisivo na luta pela preservação das liberdades e pela instauração de uma democracia parlamentar". Durante a discussão do voto de pesar, o deputado do CDS-PP, Nuno Melo, recordou que o Cónego Melo foi alguém que dedicou toda a vida "à Igreja, aos outros à sua cidade e ao país". Já o líder parlamentar de então do BE, Luís Fazenda, lembrou que o Cónego Melo assumiu a sua ligação ao MDLP e que "semeou o terror" na altura do 25 de Abril, acrescentando que, ao votar contra o voto de pesar, o BE "recorda todos os que ficaram debaixo das bombas".

## Obras literárias
- Capela de Santo António (livro) (apenas co-autor) - (1999)
- O homem na catedral - (2003)
- Ecos da Vida - (2005)
- Ordenamento jurídico: Notas jurídico-canónicas e pastorais - (2007)
- Memórias da cidade - (2007)

## Outros
A 28 de junho de 1988, foi agraciado com o grau de Comendador da Ordem do Mérito.
Promoveu obras de restauro na Sé de Braga, na década de 1990. Foi presidente da Confraria de Nossa Senhora do Sameiro, e da Irmandade de São Bento da Porta Aberta, pelos cursos de Cristandade, pelo ISAVE - Instituto Superior do Vale do Ave e pela presidência do Conselho Geral do Sporting de Braga.
Em maio de 2013 foi aprovada em reunião do executivo municipal a edificação de uma estátua do cónego Melo numa rotunda da cidade.
Faleceu em Fátima, onde pernoitava numa residência pastoral. 
A estátua do cónego Melo foi colocada no centro de uma rotunda no Largo de Monte D’Arcos, junto ao cemitério municipal no dia 10 de agosto de 2013. A escultura foi desenhada pelo arquitecto Fernando Jorge e está colocada no topo de um pedestal de pedra. No dia seguinte à inauguração da estátua, um grupo de cidadãos bracarenses organizou uma concentração de repúdio que decorreu na rotunda onde a estátua foi colocada.